# Чарлс Дароу
Чарлс Брејс Дароу (енгл. Charles Brace Darrow; Филаделфија, Пенсилванија, 10. август 1889 — Округ Бакс, Пенсилванија, 28. август 1967) био је Aмериканац најпознатији по томе што је изумио друштвену игру „Монопол“.

## Приватни живот
Дароу је прво био продавац гријача у Џермантауну, малом мјесту у Филаделфији за вријеме Велике кризе.

## Монопол
Након што је изгубио посао у берзанској фирми након слома берзе 1929, Дароу је почео да се бави разним занимањима. 1933. године на свом кухињском столу играо је игру „лендлорд” (коју је измислила Елизабет Меги) и одушевио се овом игром толико да је пожелео да је донекле измени и модернизује. Нову варијанту која је понела назив „Монопол”, развио је уз помоћ старијег сина Вилијама и супруге Естер, а играо је са родитељима и пријатељима, и неколико месеци касније патентирао је свој проналазак. Дароу је затим правио ручно копије ове игре и продавао их за четири долара по комаду. Када је потражња била толика да више није могао да стигне да направи довољан број примерака, обратио се компанији „Браћа Паркер” и покушао да је заинтересује за свој изум. Одмах су га одбили уз објашњење да у својој игри има 3 грешке , а не 52 како се данас популарно мисли. Касније, међутим, власници компаније су ипак прихватили изум Чарлса Дароуа и решили да откупе права на игру. Тако је 1935. године „Монопол” постао најпродаванија игра у Америци. Браћа Паркер су платила и Лизи Меги, као и свим другим иноваторима који су у међувремену дизајнирали сличан тип игре, за раније варијанте „Монопола”, и прогласили Дароуа творцем ове игре.
Игра „улагања” у некретнине од тада до данашњих дана популарна је у целом свету и донела је велику зараду компанији „Браћа Паркер”.